# Скарф, Джеральд
Джеральд Энтони Скарф (англ. Gerald Anthony Scarfe; род. 1 июня 1936) — британский художник-карикатурист и аниматор. Его самой знаменитой работой является оформление фильма The Wall (1982), британской рок-группы Pink Floyd.
Женат на Джейн Эшер, с которой он познакомился в 1971 году (женат официально с 1981-го). В 1974 году у них появилась дочь, а в 1981 и 1984 годах два сына.

## Детство и юность
В детстве Скарф был тяжело болен астмой. Он был практически прикован к постели, и рисование стало его постоянным времяпровождением. Было предположение[кем?], что гротескная манера рисования стала последствием этого опыта. Из-за болезни Скарф не смог получить полноценного художественного образования. Он переехал в Хампстед в 14 лет, будучи под влиянием работ Рональда Серла. Он учился в центральном колледже искусства и дизайна имени Святого Мартина в Холборне, «London College of Printing» и «East Ham Technical College» (нынче «Newham College of Further Education»).

## Карьера

### Ранние работы
После кратковременной работы в рекламе, Скарф начал публиковать карикатуры на общественных деятелей в сатирическом журнале Private Eye на протяжении 1960—1970-х годов. В середине 1960-х годов он устроился на работу в «Daily Mail», что привело к разногласиям с коллегой карикатуристом Ральфом Стедманом, с которым он изучал искусство в «East Ham Technical College». Во время работы в Daily Mail, художник делал зарисовки о войне во Вьетнаме прямо с места событий.

### Pink Floyd и Роджер Уотерс
Знакомство Скарфа с Pink Floyd произошло в первой половине 70-х годов, после того как Роджер Уотерс и Ник Мейсон увидели на BBC TV анимированный фильм под названием Long Drawn-out Trip, в котором Скарф представил своё видение Америки. Впечатлённые фильмом, они позвонили Джеральду и предложили сотрудничество. Первая работа Скарфа для группы представляла собой набор коротких анимационных клипов, которые использовались в туре «In The Flesh» (1977), в том числе полнометражное музыкальное видео для песни «Welcome to the Machine». Он работал над обложкой их альбома The Wall (1979), а в 1982 году — над фильмом The Wall. Также участвовал в театральных постановках, включая The Wall Live in Berlin, где его анимации проектировались в огромном масштабе.

## Награды
22 ноября 2005 года «Press Gazette» Соединенного Королевства назвала 40 самых влиятельных журналистов, и включала Скарфа наряду с только двумя другими мультипликаторами, Карлом Джайлсом, и Мэттом Причеттом.
В 2006 году был награждён «Cartoonist of the Year» в «British Press Awards».